# Стожа
Сто̀жа е село в Югозападна България. То се намира в община Сандански, област Благоевград.

## Население

### Етнически състав
Преброяване на населението през 2011 г.
Численост и дял на етническите групи според преброяването на населението през 2011 г.:
|                     | Численост |
| Общо                | 122       |
| Българи             | 122       |
| Турци               | -         |
| Цигани              | -         |
| Други               | -         |
| Не се самоопределят | -         |
| Неотговорили        | -         |

## География
Село Стожа се намира в планински район.

## История
В „Етнография на вилаетите Адрианопол, Монастир и Салоника“, издадена в Константинопол в 1878 година и отразяваща статистиката на населението от 1873 година, Стожа (Stoja) е посочено като село с 12 домакинства и 45 българи. Към 1900 година според статистиката на Васил Кънчов („Македония. Етнография и статистика“) населението на Стоя е 240 души, всички българи-християни.